# Теляковские
Теляковские (пол. Telakowski) — дворянский род.
Предки рода Теляковских владели жалованным в 1677 году имением в Романовском уезде Ярославской губернии, переходившим наследственно к потомкам сего рода, из коих многие состояли на военной службе.
Определением временного присутствия Герольдии от 14 июня 1845 года род Теляковских утвержден в древнем дворянском достоинстве, со внесением в шестую часть дворянской родословной книги Ярославской губернии. Копия с утвержденного герба 27 сентября 1874 года выдана происходящему от сего рода генерал-лейтенанту Аркадию Захарьевичу Теляковскому.

## Описание герба
В червлёном щите серебряные, с двумя круглыми башнями, с червлёными швами, открытые крепостные ворота. Из стены башни выходящая вверх рука в серебряных латах держит серебряный изогнутый меч с золотой рукояткой. В правом верхнем углу щита серебряная телячья голова с червлёными глазами и языком, а в левом верхнем углу серебряный опрокинутый лемех.
Над щитом дворянский шлем с короной. Нашлемник: червлёный якорь с кольцом и анкерштоком. Намёт: червлёный с серебром. Щитодержатели: справа — золотой львиный леопард с червлёными глазами и языком; слева — серебряная сова с червлёными глазами, клювом и лапами. Герб рода Теляковских внесён в Часть 13 Общего гербовника дворянских родов Всероссийской империи, стр. 33.

## Известные представители
- Теляковские: Михаил и Иван Фёдоровичи - стольники царицы Евдокии Фёдоровны (1692).
- Теляковские: Фёдор и Афанасий Степановичи - стольники (1682-1692)[2].
- Теляковский, Аркадий Захарович (1806—1891) — военный инженер, генерал-лейтенант, теоретик фортификации.
  - Теляковский, Владимир Аркадьевич (1860—1924) — театральный деятель, мемуарист.
    - Теляковский, Всеволод Владимирович (1894—1963) — театральный художник.
    - Красовская (рожд.Теляковская), Ирина Владимировна (1896—1956) — советский учёный-ботаник, переводчик.
- Теляковский, Леонид Константинович (1833—1908) — енисейский губернатор.
- Теляковский, Александр Аркадьевич (1880—?) — подполковник, георгиевский кавалер.